# لويس هنريكي (مقاتل)
لويس هنريكي  (بالبرتغالية: Luis Henrique؛ مواليد 21 أغسطس 1993) هو مُقاتل فنون قتالية مختلطة برازيلي.

## وصلات خارجية
- لويس هنريكي (مقاتل) على موقع يو إف سي (الإنجليزية)
- لويس هنريكي (مقاتل) على موقع شيردوغ (الإنجليزية)
- لويس هنريكي (مقاتل) على موقع Tapology.com (الإنجليزية)
- لويس هنريكي (مقاتل) على موقع إي إس بي إن (الإنجليزية)
- لويس هنريكي (مقاتل) على موقع IMDb (الإنجليزية)
- لويس هنريكي (مقاتل) على موقع IMDb (الإنجليزية)